# 貝內迪克特·羅傑斯
羅哲思（英語：Benedict Richard Victor Rogers；1974年6月14日—），英国著名人權運動家，任保守黨人權委員會副主席；於2017年12月11日創辦香港監察以關注香港人權狀況並擔任受託人主席。

## 早年
羅哲思生於英國倫敦。就讀於倫敦大學皇家哈洛威學院，攻讀現代史與政治，1992年取得文學士學位畢業。及後於倫敦大學亞非學院攻讀文學碩士，主修漢學，1997年取得學位畢業。

## 職業生涯
羅哲思多年致力研究亞洲人權狀況問題，並出版書籍為其發聲。2017年10月，羅哲思被拒入境香港。

### COVID-19疫情期間表現
羅哲思及保守黨人權委員會委員裴倫德批評中共正試圖通過宣傳機構「洗白」，形容中共壓制真相發表、對國內的「吹哨者」滅聲、拘捕嘗試揭開COVID-19真相的公民記者、驅逐美國具代表性傳媒機構的駐中國代表，以及在疫情爆發初期拒絕國際社會協助等，都是危害整個世界。兩人認為，COVID-19的教訓是令西方社會知道中共是問題的一部份，而非解決問題的方法。

## 个人生活
在2020年前後，羅杰斯的朋友、鄰居甚至他遠在多塞特郡的母親，都遭到监控识别，並陸續收到詆毀羅杰斯的信件。罗杰斯在伦敦的很多邻居都收到一封寄自香港的匿名信，提醒他们提防此人。